# Adrian (album)
Pour les articles homonymes, voir Adrian.
 (mars 2017).
Si vous disposez d'ouvrages ou d'articles de référence ou si vous connaissez des sites web de qualité traitant du thème abordé ici, merci de compléter l'article en donnant les références utiles à sa vérifiabilité et en les liant à la section « Notes et références ».
Albums de Buzy
Insomnies
(1981) I Love You Lulu
(1985)
Singles
1. Adrian
Sortie : 1983

Adrian est le deuxième album de la chanteuse française Buzy, sorti en 1983 chez CBS.

## Liste des titres
| Face A | Face A       | Face A | Face A | Face A | Face A | Face A | Face A | Face A | Face A |
| No     | Titre        | Durée  |        |        |        |        |        |        |        |
| ------ | ------------ | ------ | ------ | ------ | ------ | ------ | ------ | ------ | ------ |
| A1.    | Prologue     | 3:04   |        |        |        |        |        |        |        |
| A2.    | Anormale     | 3:24   |        |        |        |        |        |        |        |
| A3.    | Adrian       | 3:54   |        |        |        |        |        |        |        |
| A4.    | Assure       | 3:19   |        |        |        |        |        |        |        |
| A5.    | Points noirs | 2:40   |        |        |        |        |        |        |        |
| 16:21  |              |        |        |        |        |        |        |        |        |

| Face B | Face B                       | Face B | Face B | Face B | Face B | Face B | Face B | Face B | Face B |
| No     | Titre                        | Durée  |        |        |        |        |        |        |        |
| ------ | ---------------------------- | ------ | ------ | ------ | ------ | ------ | ------ | ------ | ------ |
| B1.    | Tu m'écris                   | 3:28   |        |        |        |        |        |        |        |
| B2.    | Jours de pluie               | 3:58   |        |        |        |        |        |        |        |
| B3.    | Alarme                       | 3:20   |        |        |        |        |        |        |        |
| B4.    | J'veux pas qu'tu vieillisses | 5:10   |        |        |        |        |        |        |        |
| 15:56  |                              |        |        |        |        |        |        |        |        |

Note
- CBS 25787 (14-025787-20)